# Фрідріх Бюргель
Фрідріх Бюргель (нім. Friedrich Bürgel; 24 жовтня 1916, Дюссельдорф — ?) — німецький офіцер-підводник, капітан-лейтенант крігсмаріне.

## Біографія
3 квітня 1936 року вступив на флот. З травня по 15 жовтня 1942 року — командир підводного човна U-97, на якому здійснив 2 походи (разом 34 дні в морі), з 19 жовтня 1942 року — U-205, на якому здійснив 3 походи (разом 61 день в морі).
17 лютого 1943 року U-205 був сильно пошкоджений глибинними бомбами британського есмінця «Паладін», який діяв у взаємодії з бомбардувальником «Блейхейм» ПС Південно-Африканського союзу в Середземному морі на північний захід від Дерни. Пошкоджений човен був захоплений абордажною командою есмінця, разом з кількома конфіденційними книгами і документами. Через кілька годин U-205 затонув під час буксирування британським корветом «Глоксінія» біля Рас-ель-Хілал у точці з координатами 32.54,8N, 22.11,4E. 8 членів екіпажу U-205 загинули, 42 (включаючи Бюргеля) вижили і потрапили в полон.
Всього за час бойових дій потопив 3 кораблі загальною водотоннажністю 3974 тонни.
| Дата           | Назва корабля   | Тип               | Тоннаж | Вантаж                                             | Екіпаж | Загинули | Країна             | Конвой |
| -------------- | --------------- | ----------------- | ------ | -------------------------------------------------- | ------ | -------- | ------------------ | ------ |
| 28 червня 1942 | Zealand         | Торговий пароплав | 1,433  | Авіаційний бензин в бочках                         | 33     | 14       | Британська імперія | Metril |
| 28 червня 1942 | Memas           | Торговий пароплав | 1,755  |                                                    | 25     | 8        | Королівство Греція | Metril |
| 1 липня 1942   | Marilyse Moller | Торговий пароплав | 786    | 410 тонн генеральних вантажів, у тому числі бензин | 38     | 34       | Британська імперія |        |

## Звання
- Кандидат в офіцери (3 квітня 1936)
- Морський кадет (10 вересня 1936)
- Фенріх-цур-зее (1 травня 1937)
- Оберфенріх-цур-зее (1 липня 1938)
- Лейтенант-цур-зее (1 жовтня 1938)
- Оберлейтенант-цур-зее (1 жовтня 1940)
- Капітан-лейтенант (1 травня 1943)

## Нагороди
- Нагрудний знак підводника (8 жовтня 1941)
- Залізний хрест
  - 2-го класу (1941)
  - 1-го класу (липень 1942)